# Календерберська культура
Календерберська культура — археологічна культура залізної доби у Центральній Європі.
Місцевий варіант північно-східно-гірської області Галльштаттської культури.
Календерберська культура зайняла територію попередньої Середньодунайської культури полів поховальних урн. Носіями було іллірійське племено панонців.
Названа за місцевістю Календерберг у Австрії.
У Словаччині датується 730—580 роками до Р. Х.

## Поширення
Нижня Австрія, Бургенланд, південно-західна Словаччина, північно-західна Угорщина.

## Старожитності культури
Для Календерберської культури характерні як й для всього північно-східно-гірської області гальштатської культури місяцеподібні боввани, наліпна (календерберська) кераміка, кераміка з людиноподібними та твариноподібними наліпками, кераміка з мальованою та викарбуваною фігуроподібною оздобою (у Шопроні).
Частково труни можновладців, а також високого походження жінок, частково оздобленні кованим залізом.
Характерні загальні риси Гальштатської культури:
- закопані поховання можновладців під насипами (Нове-Кошариська, Гемайлебарн, Кренсдорф, Бернхардстхал),
- розбудова великих городищ, як княжих осад (Календерберг, Молпір, Маллайтен).

Для культури характерні дальні торгові зв'язки з півднем. Імітація етруської кераміки та грецьких бронзових виробів.